# Drabina hakowa

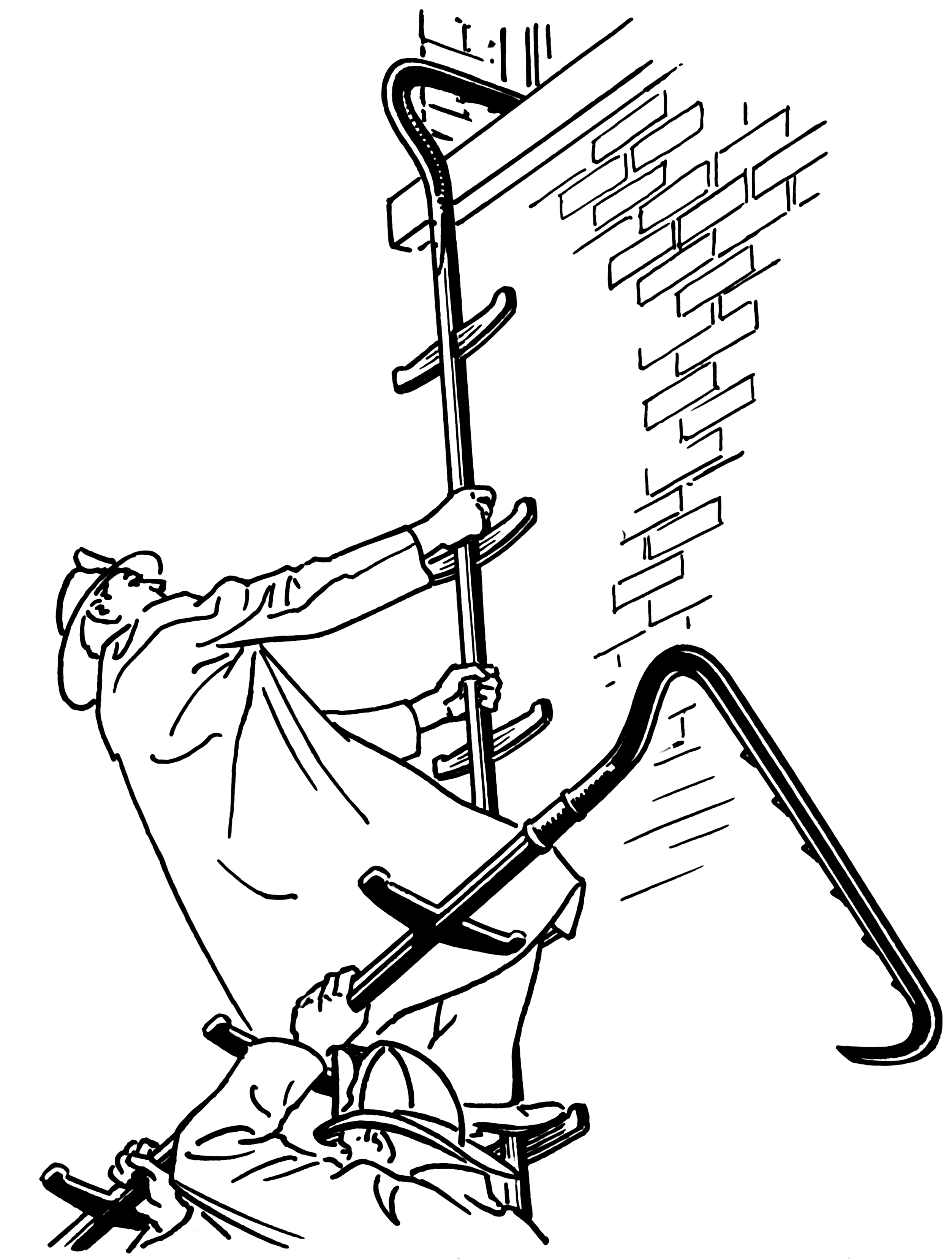
Drabina hakowa w akcji ratowniczej

Drabina hakowa – typ drabiny pożarniczej używany obecnie w Polsce jedynie w sporcie pożarniczym. W przeszłości drabiny tego typu były wykorzystywane również w akcjach ratowniczych.
Cechą charakterystyczną drabiny jest wieńczący ją hak, który umożliwia zaczepienie drabiny w otworze okiennym i dostanie się na wyższą kondygnację budynku.
Ze względu na swoją konstrukcję drabiny hakowe dzieliły się na:
- jednobocznicowe
- dwubocznicowe
  - z jednym hakiem
  - z hakiem rozdwojonym
  - z dwoma hakami

## Drabina hakowa jednobocznicowa
Drabinki tego typu składały się z drewnianego drąga o przekroju prostokątnym, do którego montowane były szczeble. Całość zakończona była stalowym, uzębionym hakiem. Zaletą tego typu drabin był jej stosunkowo niewielki ciężar, wadą natomiast jej mała stabilność. Tego typu drabiny były używane przez straże w Stanach Zjednoczonych, Wielkiej Brytanii i Japonii.